# Ole Hasselgaard
Ole Hasselgaard (født 3. april 1967) er en dansk jurist der i  2021 tiltrådte som dommer ved Højesteret.
Ole Hasselgaard blev cand.jur. fra Aarhus Universitet i 1993 og har med enkelte afbrydelser været ansat i Justitsministeriet siden da. I en periode 2005-2006 var han tillige konstitueret landsdommer ved Østre Landsret. Fra 2008 var han afdelingschef i Justitsministeriet. Hasselgaard var rigsadvokat fra 1. maj 2012 hvor han afløste Jørgen Steen Sørensen og frem til og med februar 2018.
Fra 2013 til 2018 var Ole Hasselgaard desuden forligsmand hos Forligsinstitutionen.
I 2021 tiltrådte han som dommer ved Højesteret.